# Mariane Paviasenová
Mariane Paviasenová (nepřechýleně: Paviasen, * 1964/1965, Qassiarsuk) je grónská politička a od listopadu 2021 ministryně pro bydlení a infrastrukturu Grónska.

## Životopis
Mariane Paviasenová se narodila v pastevecké vesnici Qassiarsuk a vyrůstala v Narsaqu. V letech 1975 až 1984 navštěvovala lidovou školu. Poté pracovala jako prodavačka a uklízečka. Po dalším roce studia se v letech 1989 až 1992 vyučila obchodní a kancelářskou asistentkou. Hned poté se rok školila v řízení letového provozu pro vrtulníky ve společnosti Grønlandsfly. Po dvou letech nezaměstnanosti pracovala v letech 1995–2001 na odborné škole v Narsaqu, nejprve jako asistentka v kanceláři, poté jako starší asistentka a nakonec jako učitelka. V letech 2001 až 2002 pracovala jako asistentka provozu na letišti Narsarsuaq. V letech 2002 až 2004 pracovala jako učitelka v odborném vzdělávacím středisku Piareersarfik v Narsaqu. V následujících letech až do roku 2009 pracovala jako lékařská sekretářka v Paamiutu, jako asistentka pedagoga a správkyně školní ubytovny ve škole v Narsaqu a jako učitelka předmětů a pomocná vedoucí v rodinném centru Ujuaat v Narsaqu. V letech 2009–2017 působila Mariane Paviasenová jako asistentka provozu na heliportu Narsaq a poté do roku 2021 jako vedoucí heliportu.
Mariane Paviasenová je od roku 2013 předsedkyní grónského protijaderného hnutí Urani Naamik (česky Uran? Ne). Hnutí se staví především proti plánům na těžbu uranu na hoře Kuannersuit u Narsaqu, která by mimo jiné ohrozila zemědělství jižního Grónska. Kandidovala v parlamentních volbách v roce 2018, avšak skončila jako druhý náhradník. Po rezignaci Aqqy Samuelsena se v říjnu 2020 stala stálou členkou Inatsisartutu. Znovu kandidovala v parlamentních volbách v roce 2021 a mandát obhájila. 23. listopadu 2021 byla v rámci reorganizace Egedeho vlády jmenována ministryní pro bydlení a infrastrukturu.